# Talbutal
Talbutal ist ein kurz bis mittellang wirkendes Barbiturat mit vorwiegend sedierender und hypnotischer Wirkung. Strukturell ist es ein Barbitursäure-Derivat und ein Isomer von Butalbital. In Deutschland ist kein Präparat auf der Basis von Talbutal zugelassen. Im Tierversuch mit Ratten zeigte Talbutal einen LD50-Wert bei oraler Einnahme von 57,5 mg/kg Körpergewicht.